# Tarnac
Tarnac település Franciaországban, Corrèze megyében. Lakosainak száma 338 fő (2022. január 1.). Tarnac Bugeat, Faux-la-Montagne, Lacelle, Peyrelevade, Saint-Merd-les-Oussines, Toy-Viam, Viam és Rempnat községekkel határos.

## Népesség
A település népessége az elmúlt években az alábbi módon változott:
| Lakosok száma | 546  | 472  | 403  | 331  | 312  | 315  | 339  | 344  | 348  | 338  |
|               | 1968 | 1982 | 1990 | 2006 | 2013 | 2015 | 2017 | 2019 | 2020 | 2022 |